# Lamprima aurata
Lamprima aurata es una especie de coleóptero de la familia Lucanidae.

## Distribución geográfica

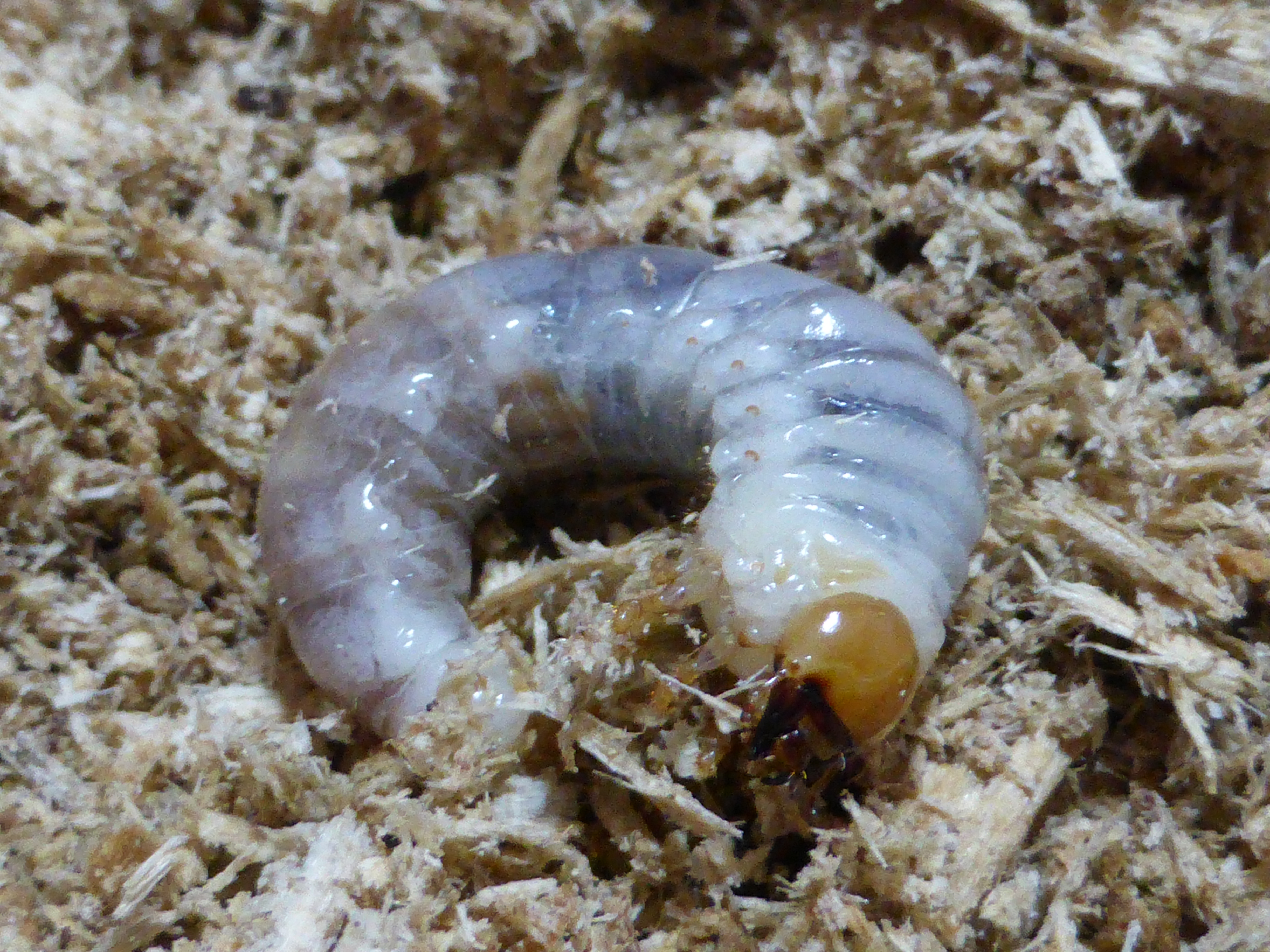
Lamprima aurata, larva

Habita en Australia.